# Karl 1. af Østrig
Karl 1. af Østrig (17. august 1887 – 1. april 1922) var den sidste kejser af Østrig 1916-1918 og som Karl 4. den sidste konge af Ungarn 1916-1918. 

## Biografi
Karl var søn af Franz Joseph 1. af Østrig-Ungarns nevø ærkehertug Otto af Østrig (1865-1906) og Maria Josepha af Sachsen (1867-1944). Den 21. oktober 1911 blev Karl gift med prinsesse Zita af Bourbon-Parma.
Han blev udnævnt til tronfølger i 1914, efter at tronfølgeren ærkehertug Franz Ferdinand blev skudt i Sarajevo af den serbiske nationalist Gavrilo Princip. Han besteg tronen efter kejser Franz Josephs død i 1916 midt under 1. verdenskrig. Han forsøgte gennem hemmelige, diplomatiske drøftelser at opnå en fred med de allierede Frankrig og Storbritannien, hvilket dog mislykkedes. Østrig-Ungarn begærede våbenstilstand i september 1918, og siden abdicerede Karl den 4. november 1918 efter Østrig-Ungarns kapitulation. Herefter var Habsburgernes monarki definitivt slut, og Østrig blev republik.
Den 9. november 1918 forlod Karl Østrig og levede i landflygtighed i Schweiz, men han afsagde sig aldrig formelt tronen. Han forsøgte i 1921 to gange at erobre kongemagten i Ungarn ved statskup, men forsøgene mislykkedes, og de allierede deporterede ham og hans kone Zita – først til Sortehavet og derfra på den engelske krydser Cardiff til den portugisiske ø Madeira, hvor han ankom den 19. november. Han døde på øen i 1922 som følge af en lungebetændelse. Han er begravet på øen.

## Eftermæle
Karl I blev saligkåret den 3. oktober 2004 af pave Johannes Paul 2.

## Titler, prædikater og æresbevisninger

### Fuld officiel titel
Karl den Første, Af Guds Nåde Kejser af Østrig, Konge af Ungarn, af dette navn den fjerde, Konge af Bøhmen, Dalmatien, Kroatien, Slavonien, Galicien og Lodomerien og Illyrien; Konge af Jerusalem etc.; Ærkehertug af Østrig; Storhertug af Toscana og Kraków; Hertug af Lothringen, af Salzburg, Steyer, Kärnten, Krain og Bukovina; Storfyrste af Siebenbürgen, Markgreve af Mähren, Hertug af Øvre og Nedre Schlesien, Modena, Parma, Piacenza og Guastella, af Auschwitz og Zator, af Teschen, Friaul, Ragusa og Zara; Fyrstelig Greve til Habsburg og Tyrol, af Kyburg, Görz og Gradisca; Fyrste af Trient og Brixen; Markgreve af Øvre og Nedre Lausitz og i Istrien; Greve af Hohenembs, Feldkirch, Bregenz, Sonnenberg, etc., Herre af Trieste, af Cattaro og på den Windische Mark; Storwojvode af Vojvodskabet Serbien etc. etc.

## Børn
Karl og Zita havde følgende børn:
1. Otto af Østrig-Ungarn senere Otto von Habsburg (20. november 1912 – 4. juli 2011), gift med Regina af Sachsen-Meinungen
2. Adelheid af Østrig-Ungarn senere Adelheid von Habsburg (3. januar 1914 – 2. oktober 1971), ugift
3. Robert af Østrig-Ungarn senere Robert von Habsburg (8. februar 1915 – 7. februar 1996), gift med Margherita af Savoyen-Aosta (født 1930), forældre til Lorenz af Østrig-Este og svigerforældre til Astrid af Belgien
4. Felix af af Østrig-Ungarn senere Felix von Habsburg (31. maj 1916 – 6. september 2011), gift med Anna-Eugine von Arenberg (1925-1997)
5. Karl Ludwig af Østrig-Ungarn senere Karl Ludwig von Habsburg (10. marts 1918 – 11. december 2007), gift med Yolande de Ligne (født 1923)
6. Rudolf von Habsburg (5. september 1919 – 15. maj 2010), gift med 1) Xenia Tennyschew-Besobrasowa (1929-1968), 2) Anna Gabriele von Wrede (født 1940)
7. Charlotte von Habsburg (1. marts 1921 – 23. juli 1989), gift med Georg Alexander af Mecklenburg-Schwerin (1899-1963)
8. Elisabeth af Liechtenstein (31. maj 1922 – 6. januar 1993), gift med Heinrich af Liechtenstein (1916-1991)

I Østrig er familiens titler ikke anerkendt, og de går der under navnet von Habsburg.